# 24 Korpus Armijny (Imperium Rosyjskie)
24 Korpus Armijny (ros. 24-й армейский корпус) – jeden ze związków operacyjno-taktycznych  Imperium Rosyjskiego w czasie I wojny światowej. Dyslokowany do I wojny światowej  w  Kazańskim Okręgu Wojskowym.  Rozformowany – początek 1918.

## Struktura organizacyjna
Organizacja w 1914
- dowództwo i sztab – Samara
- 48  Dywizja Piechoty
- 49  Dywizja Piechoty
- 24 dywizjon moździerzy
- 24 batalion saperów

## Podporządkowanie
- 8 Armii (2.08.1914 – 23.01.1915)
- 3 Armii (17.02 – 17.11.1915)
- 8 Armii (15.12.1915 – 1.02.1916)
- 4 Armii (13.02 – 3.04.1916)
- 10 Armii (2.05 – 1.10.1916)
- 9 Armii (22.10.1916 – 16.07.1917)
- 4 Armii (10.08 – grudzień 1917)

## Dowódcy Korpusu
- gen. piechoty  A. A. Curikow (styczeń 1914 – koniec 1916)
- gen. major K. G. Niekrasow (koniec 1916 – sierpień 1917)
- gen. major N. E. Bredow (wrzesień 1917)
- gen. major W. P. Trojanow (od września 1917)